# Bergwerk Riedhof
Das Bergwerk Riedhof ist ein ehemaliges Braunkohle- und Mergel-Bergwerk im Weiler Aeugstertal in der Gemeinde Aeugst am Albis im Kanton Zürich in der Schweiz. Das Stollensystem des 1786 entdeckten Kohlevorkommens wurde im Zweiten Weltkrieg auf eine Stollenlänge von 7 km ausgebaut. Riedhof und das einiges grössere Bergwerk Käpfnach sind die einzigen beiden Kohlenvorkommen des Kantons Zürich, die jemals wirtschaftliche Bedeutung erlangten.

## Lage
Das Bergwerk befindet sich im Reppischtal, zwischen Sihltal und Reusstal. Die ehemaligen Stolleneingänge befanden sich beim Gehöft «Ried» im Weiler Aeugstertal am Fuss des Hügelzuges Gottert (Gotthard).

## Geologie

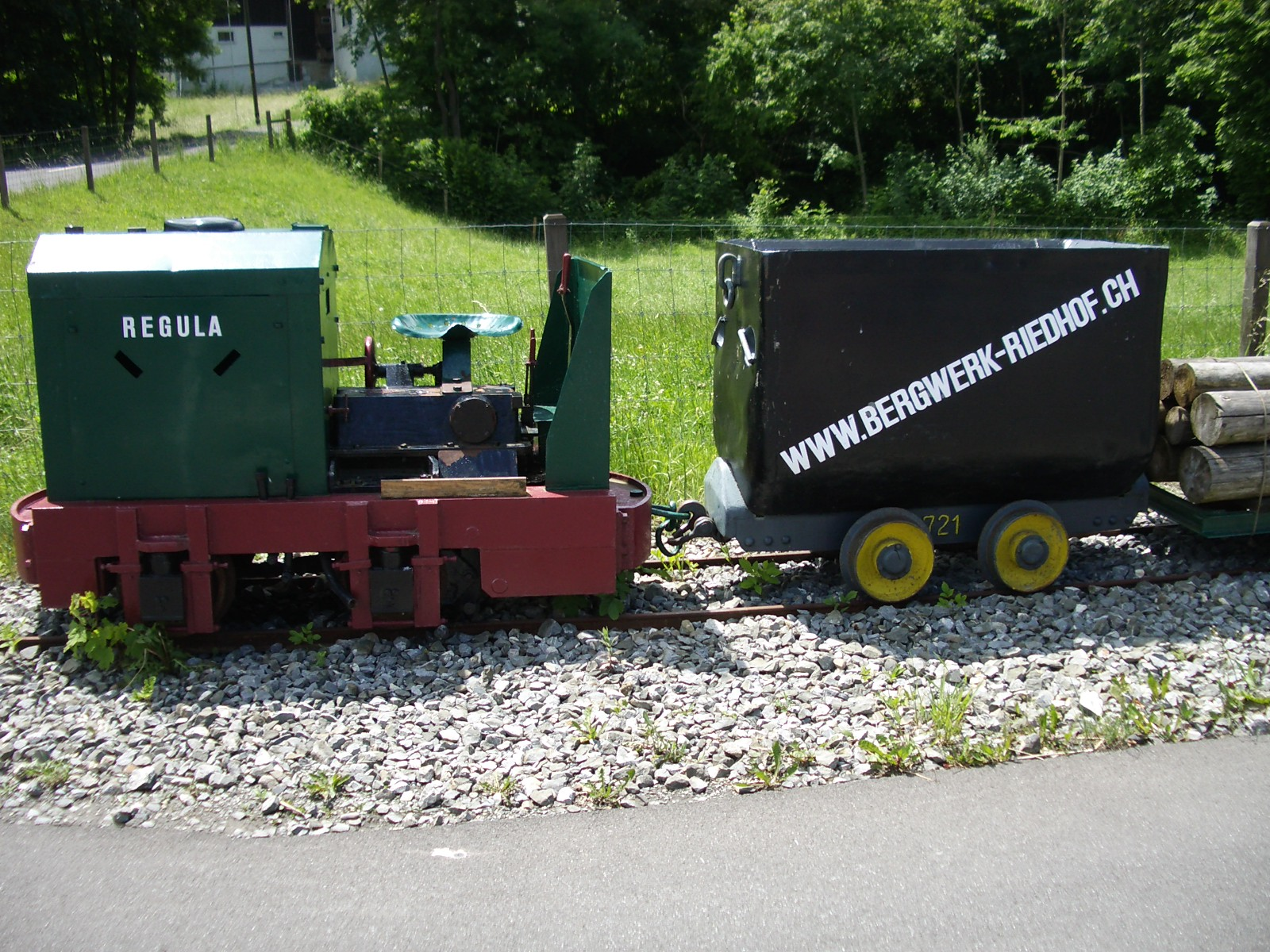
Eine alte Grubenlok mit Grubenhund weisen auf das ehemalige Braunkohlebergwerk Riedhof hin

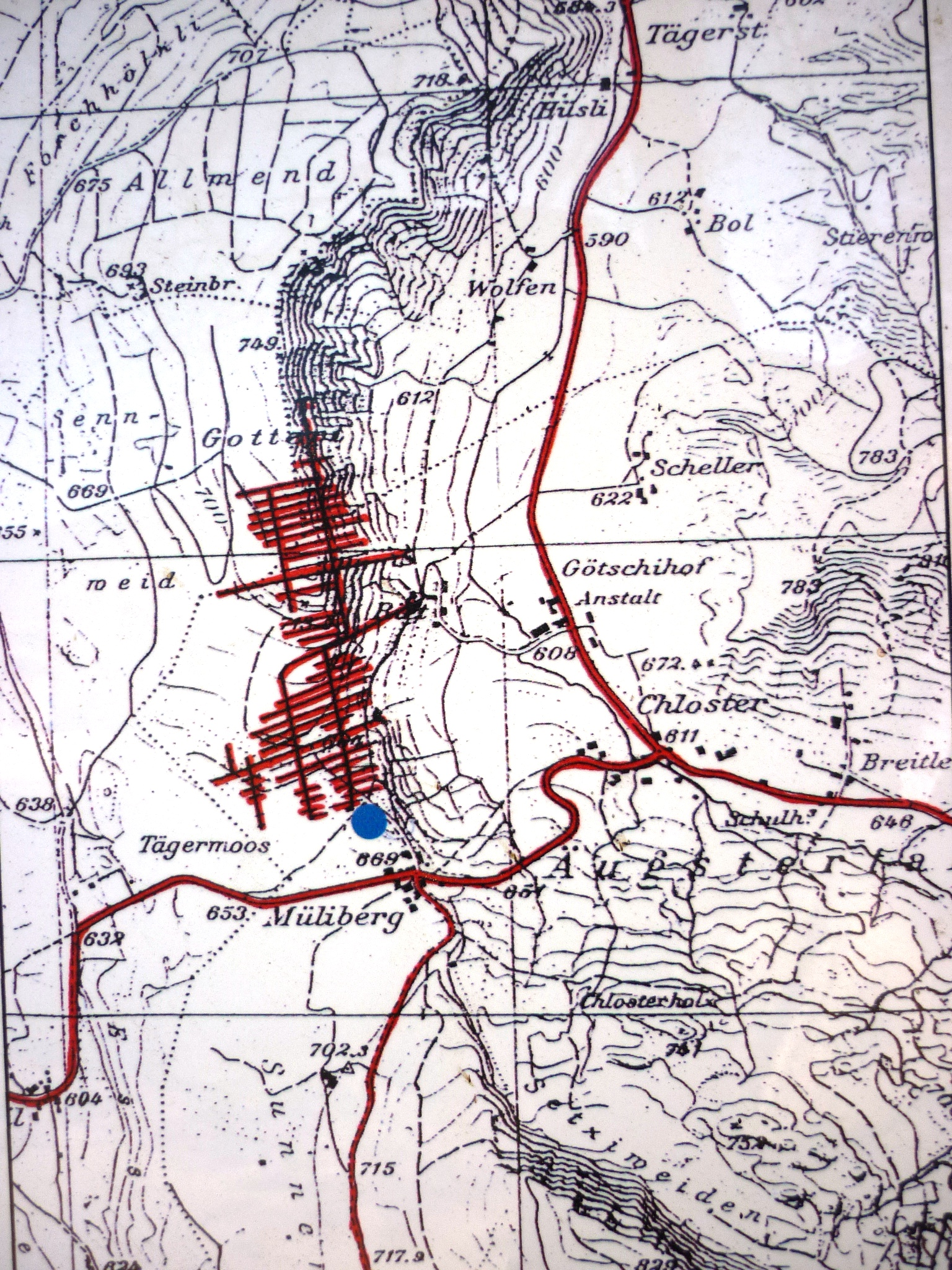
Situationsplan Stollen

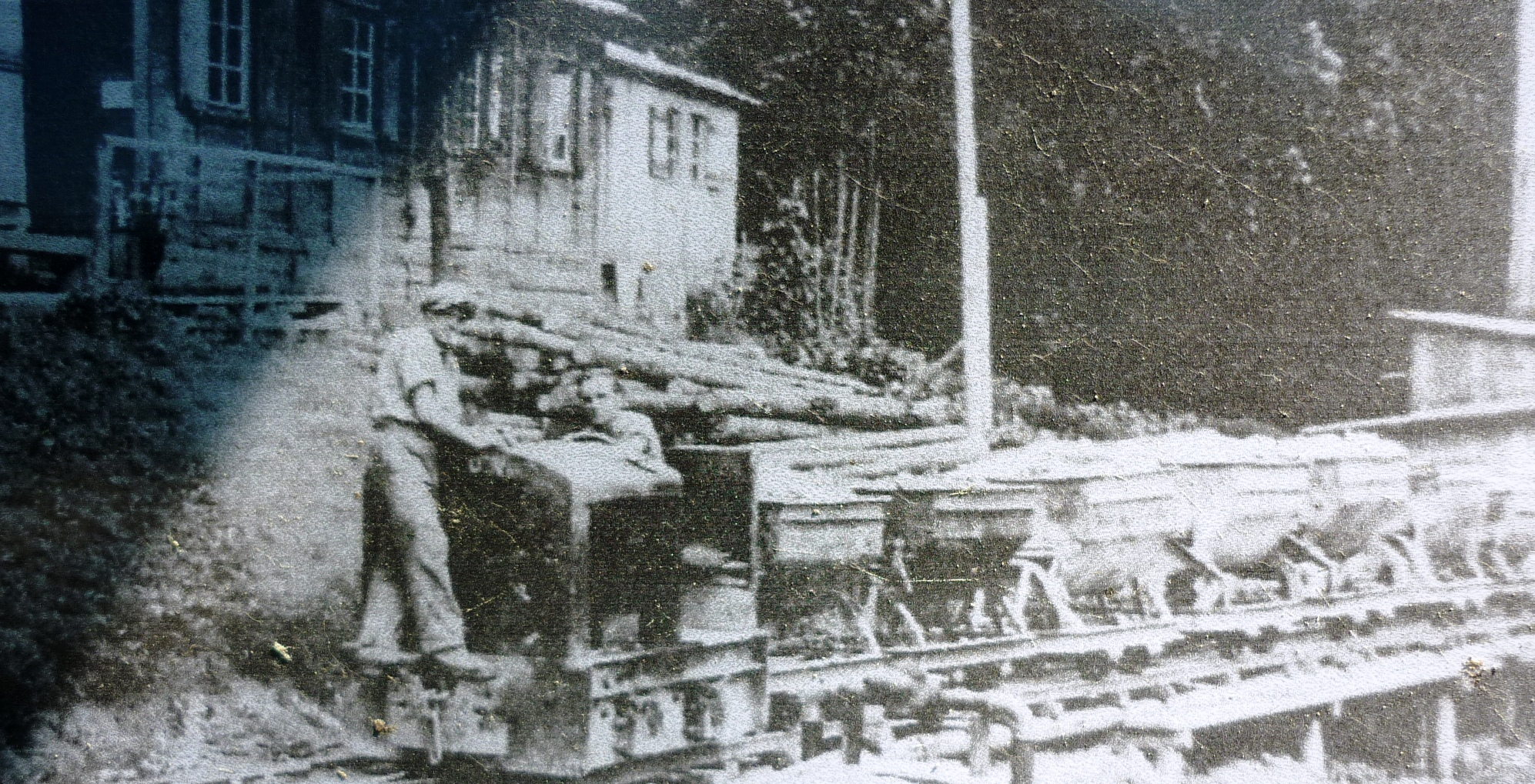
Stollenbahn

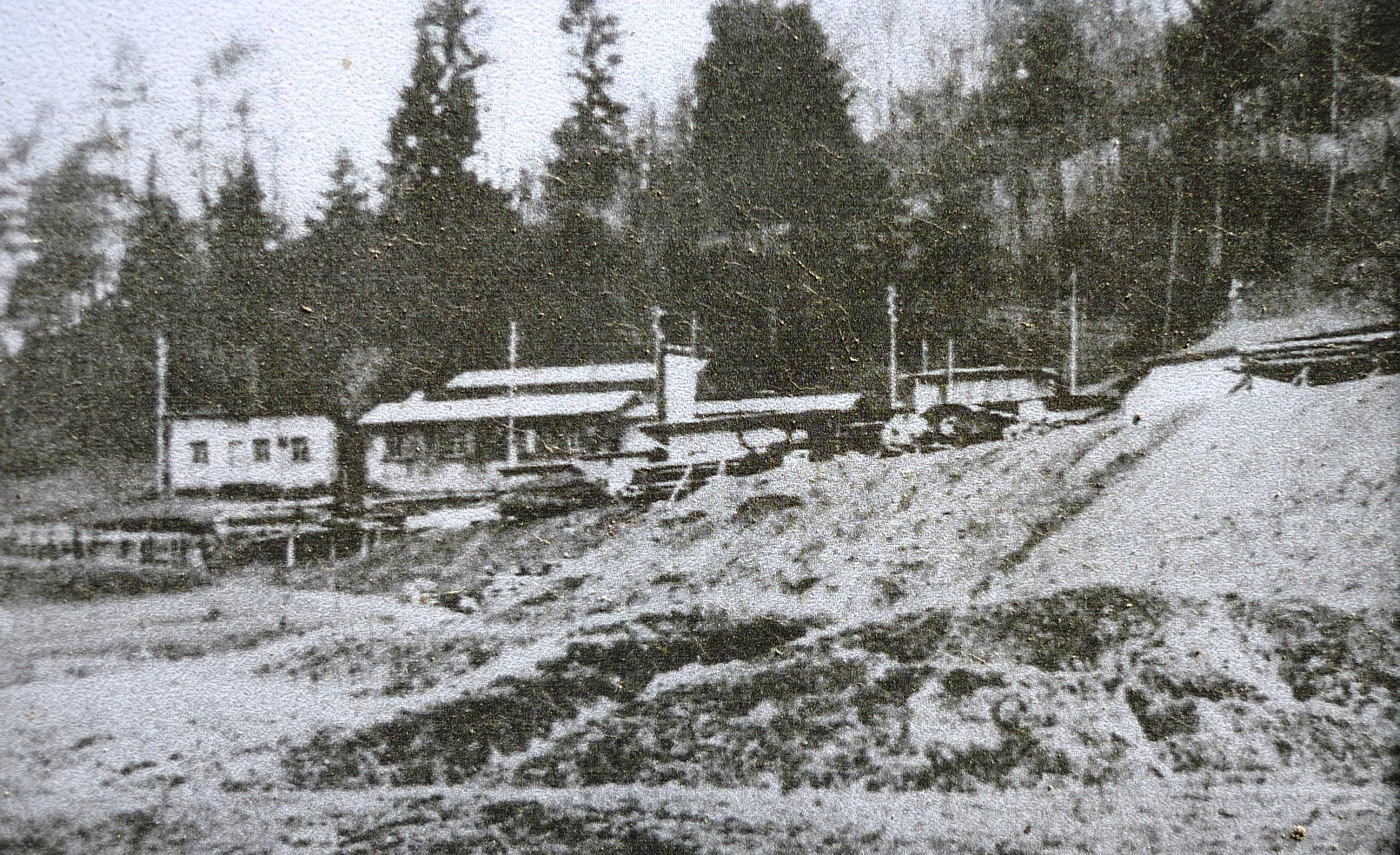
Aussenanlage und Deponie

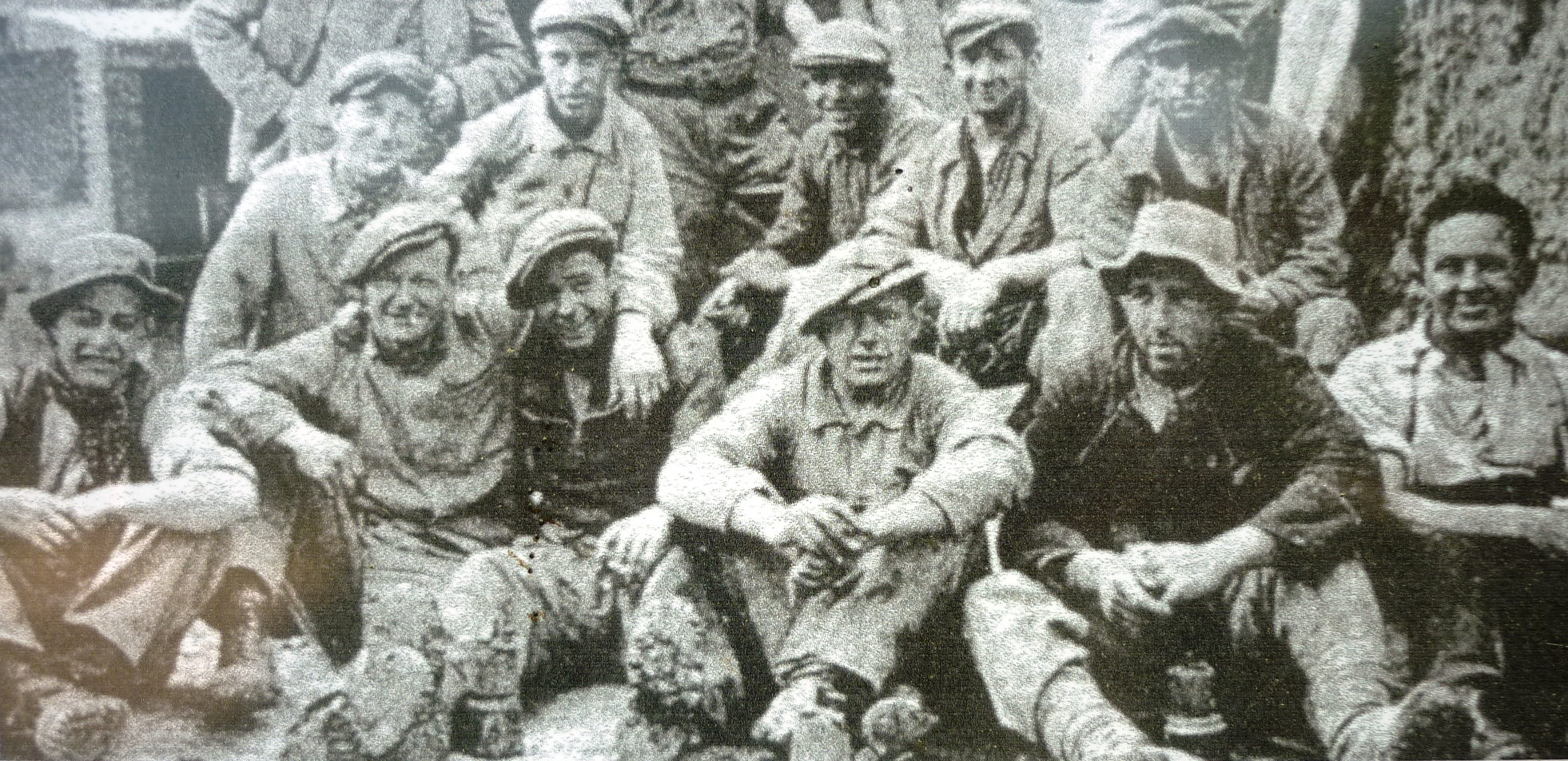
Bergleute vor einem Stolleneingang

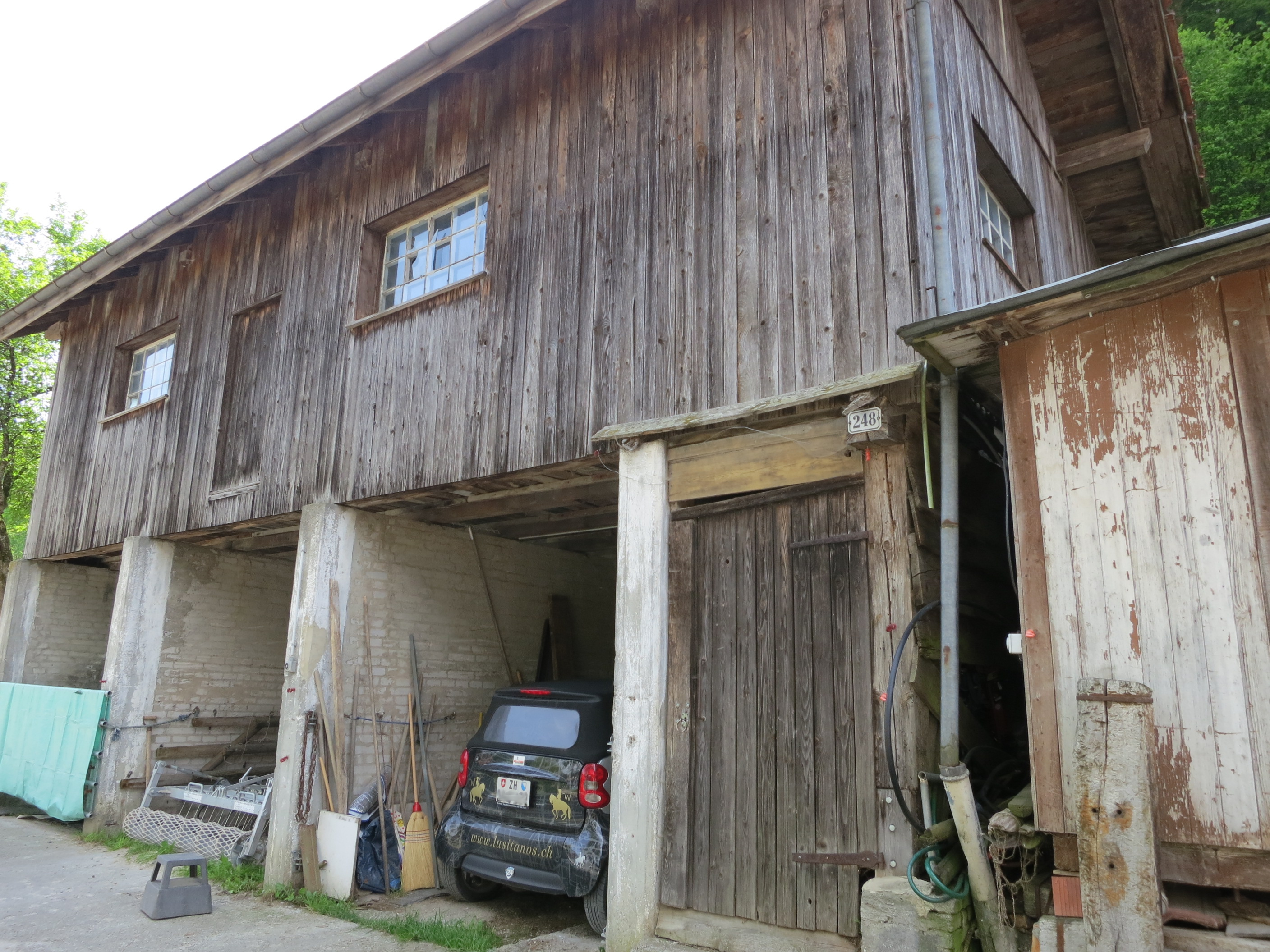
Klauberei, einzig erhaltenes Gebäude

Das schweizerische Mittelland wurde zwischen den sich emporhebenden Alpen im Süden und dem Jura im Norden mit dem Ablagerungsmaterial der Oberen Süsswassermolasse gefüllt. Der Grossteil der zürcherischen Molasse bildet eine wenig deformierte, mehrheitlich horizontal gelagerte Plateaumolasse. Eine leichte Aufwölbung (Antiklinale) zieht sich in westsüdwest–ostnordöstlicher Richtung von Kappel am Albis über die Halbinsel Au nach Männedorf. Das Kohlenvorkommen des Riedhofs liegt auf dem Nordschenkel dieser Antiklinale, weshalb die Schichten in den Stollen im Riedhof mit etwa 4 % (1,8 Grad) gegen Norden abtauchen.
Das Riedhof Kohlenflöz entstand in der oberen Süsswassermolasse in 16 Millionen Jahren mit mehreren Quadratkilometern Ausdehnung. Es erstreckt sich vom Reppischtal bis ins Sihltal bei Adliswil, liegt stratigrafisch 350 Meter über demjenigen von Käpfnach und ist deshalb etwas jünger, aber ähnlich ausgebildet.
Das Flöz erreichte eine mittlere Mächtigkeit von 25 cm.

## Abbaugeschichte

### Entdeckung und erste Abbauperiode von 1786 bis 1814
1786 entdeckte der Bauer Felix Schneebeli beim Abbau von Strassenkies aus der Flanke des Gotterts ein Kohlenflöz. Die Kohlenkommission des Kantons Zürich enteignete Schneebeli und baute die Kohle zwischen 1787 und 1814 selber ab. Der erste 1787 gebaute Stollen Richtung Gottert folgte dem Flöz in gerader Linie etwa 200 Meter in den Berg. 1794 wurde parallel dazu ein zweiter Stollen vorgetrieben. Querschläge zum ersten Stollen verbesserten die Luftzirkulation (Bewetterung). In den rund 500 Meter Stollen wurden in der ersten Abbauperiode etwa 1000 Tonnen Kohle hauptsächlich für die Ziegelei in Kappel am Albis abgebaut. Der Transport erfolgte mit Eseln.

### Zweite Abbauperiode von 1917 bis 1921 (Erster Weltkrieg)
Angetrieben von der Kohlenachfrage der Industrie und der mangelnden Verfügbarkeit von Importkohle wurde das Kohlevorkommen in Riedhof wieder interessant. 16 Personen mit Präsident Heinrich Spinner aus Aeugstertal gründeten die Kohlenbergwerksgesellschaft Aeugst. Trotz des negativen Gutachtens wegen der geringen Mächtigkeit und Qualität des Kohlevorkommens von Albert Heim wurde der Abbau aufgenommen. Die mangelnde Rendite führte zu mehrmaligem Wechsel der Bergbaukonzessionäre. In dieser Periode wurde eine Stollenbahn mit Kreiszirkulation, einer Spurweite von 60 cm und einer Länge von 750 m gebaut. Aus der zweiten Abbauperiode resultierten 1218 Tonnen Kohle.
Erstmals wurden Lastwagen zum Transport eingesetzt.

### Dritte Abbauperiode von 1942 bis 1947 (Zweiter Weltkrieg)
Das Bureau für Bergbau des eidgenössischen Kriegs-, Industrie- und Arbeitsamtes begann 1938
mit Prospektionen in schweizerischen Kohlengebieten. Das Bergwerk Riedhof wurde 1941 als positiv beurteilt. Die Gebrüder Sulzer AG und die Georg Fischer AG wurden als Konzessionäre beauftragt. Erfahrene Bergleute aus dem Eisenbergwerk Gonzen bei Sargans übernahmen die Führung und Ausbildung der örtlichen Arbeiter. Im Winter 1941/1942 konnten die Stollen bereits wieder geöffnet werden. Der Richt- und der Gottertstollen wurden zu Hauptstollen ausgebaut mit doppelspurigen Geleisen, die von einer 8 Tonnen schweren Diesellok befahren werden konnten. In beide Stollen wurden grosse Kavernen für zwei Bahnhöfe ausgesprengt, mit denen auch die Geleise der Nebenstollen verbunden waren. 1943 wurden für die in den Aktivdienst eingezogenen Arbeiter Internierte aus östlichen Staaten mit bergmännischen Kenntnissen eingesetzt. In Spitzenzeiten arbeiteten 260 bis 300 Personen im Bergwerk. Von 1942 bis 1947 wurden 31.400 Tonnen Kohle abgebaut.

## Heutiges Besucherbergwerk
Das Bergwerk geriet nach 1947 in Vergessenheit, bis es 1999 zum Thema einer Sonderausstellung im neuen Ortsmuseum in Zwillikon gemacht wurde. In den Jahren 2000 bis 2002 konnten einige Stollenbegehungen durchgeführt werden. Grosse Teile des Bergwerks waren aber nicht mehr zugänglich. Am 15. Mai 2002 wurde in Aeugst am Albis der «Verein Bergwerk Riedhof» gegründet, um die Erinnerung an ein regional bedeutendes Industriedenkmal zu erhalten. Der Verein hat in einem Zivilschutzkeller beim Götschihof ein Museum eingerichtet.